# Aulagromyza fallax
Aulagromyza fallax är en tvåvingeart som beskrevs av Franz Groschke 1957. Aulagromyza fallax ingår i släktet Aulagromyza och familjen minerarflugor.
Artens utbredningsområde är Tyskland. Inga underarter finns listade i Catalogue of Life.